# Scutomollisia fimbriomarginata
Scutomollisia fimbriomarginata är en svampart som beskrevs av Graddon 1980. Scutomollisia fimbriomarginata ingår i släktet Scutomollisia, ordningen disksvampar, klassen Leotiomycetes, divisionen sporsäcksvampar och riket svampar.   Inga underarter finns listade i Catalogue of Life.